# Musée Nebuta Wa-Rasse
Le musée Nebuta Wa-Rasse (ねぶたの家 ワ・ラッセ, Nebuta no ie Wa-Rasse) est un musée situé dans la ville d'Aomori au Japon. Il est consacré aux chars nebuta du Aomori nebuta matsuri.

## Historique
Le musée a ouvert au public 5 janvier 2011.

## Présentation
Le musée a deux étages. La visite commence au premier étage qui propose des photographies et des vidéos sur l'histoire du Aomori nebuta matsuri. L'espace principal du musée se trouve au rez-de-chaussée où sont exposés les chars nebuta. Chaque année, quatre nouveaux chars ayant participé au festival sont sélectionnés pour être exposés à la place de ceux du festival précédent.

## Galerie

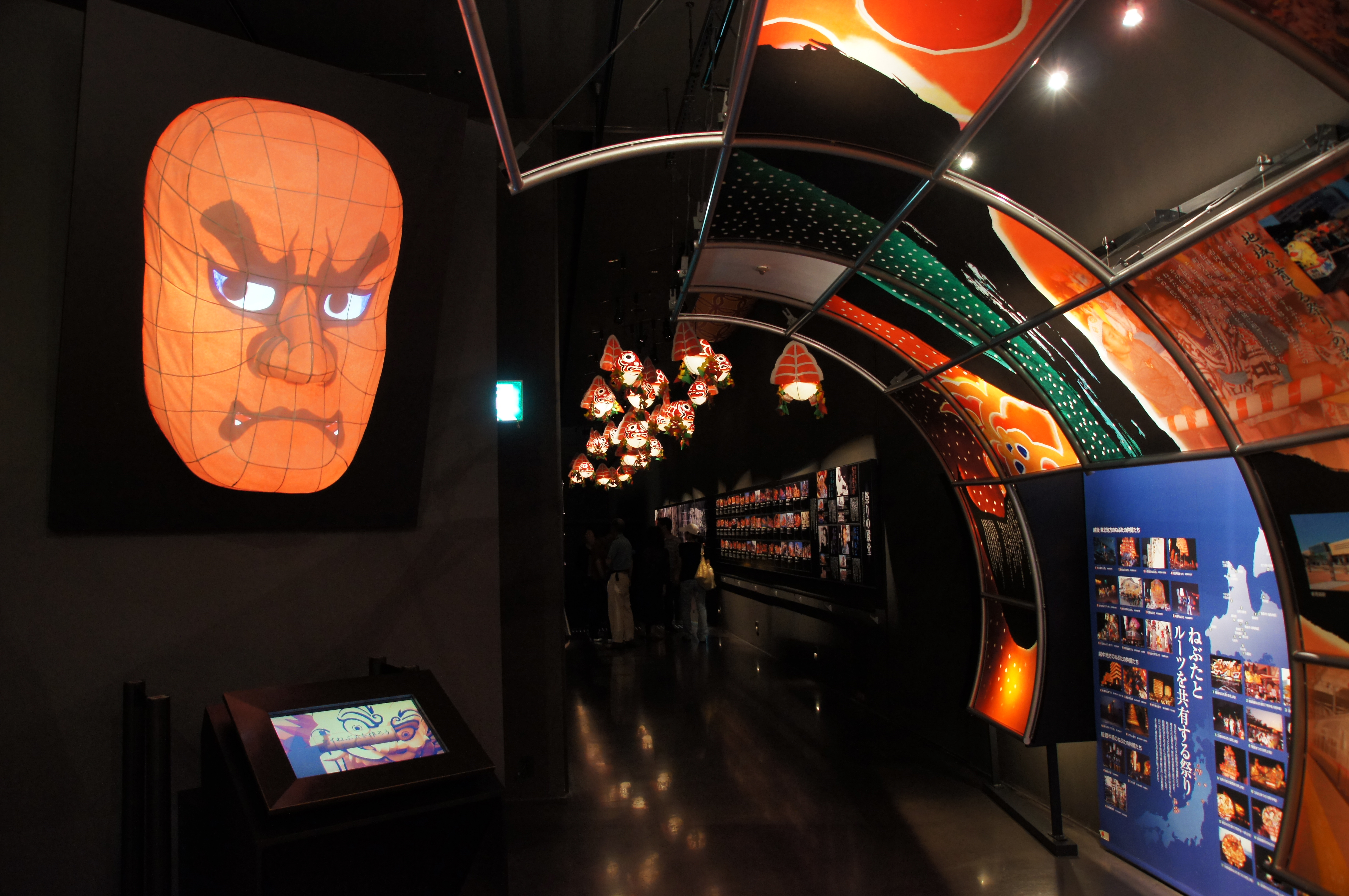
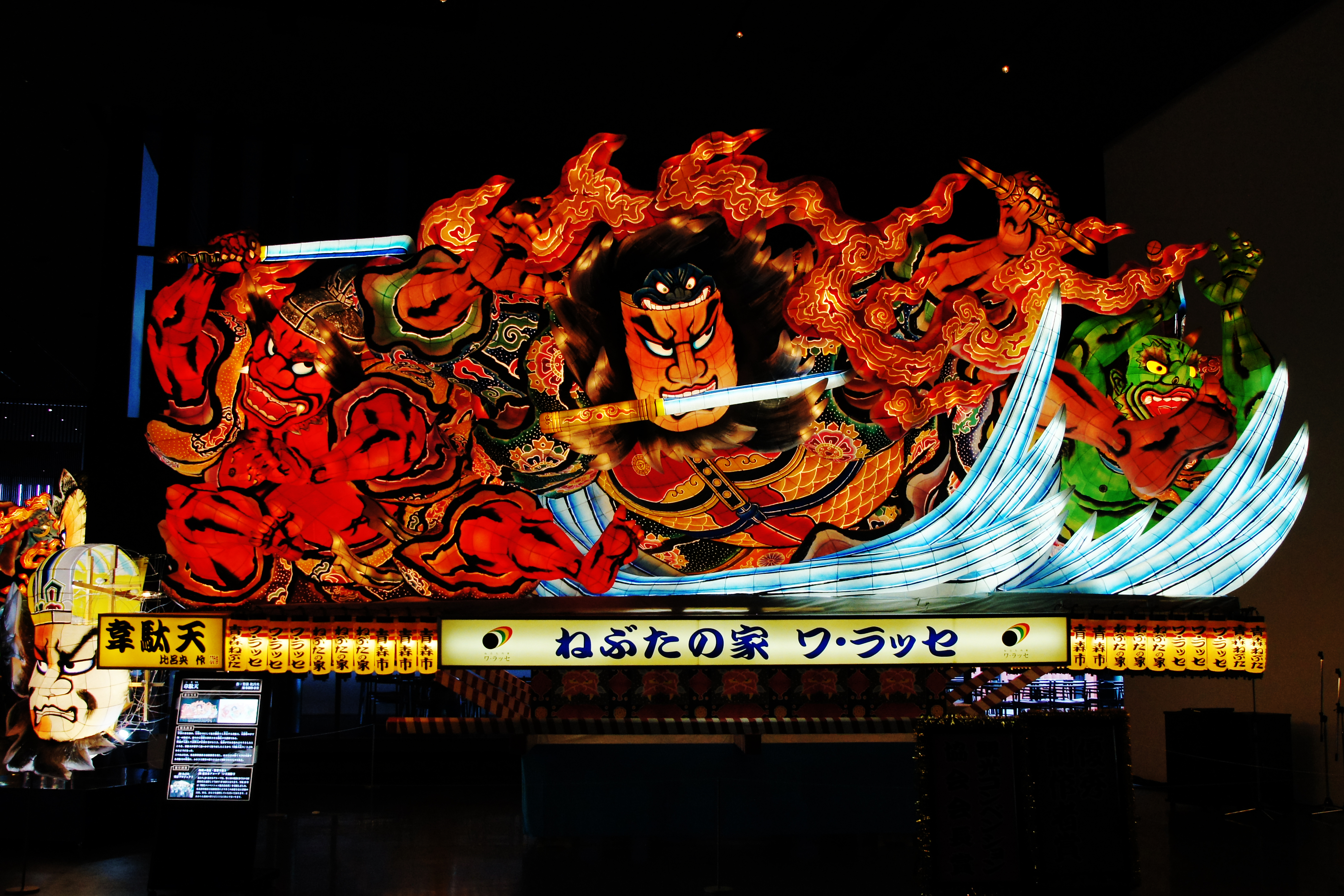
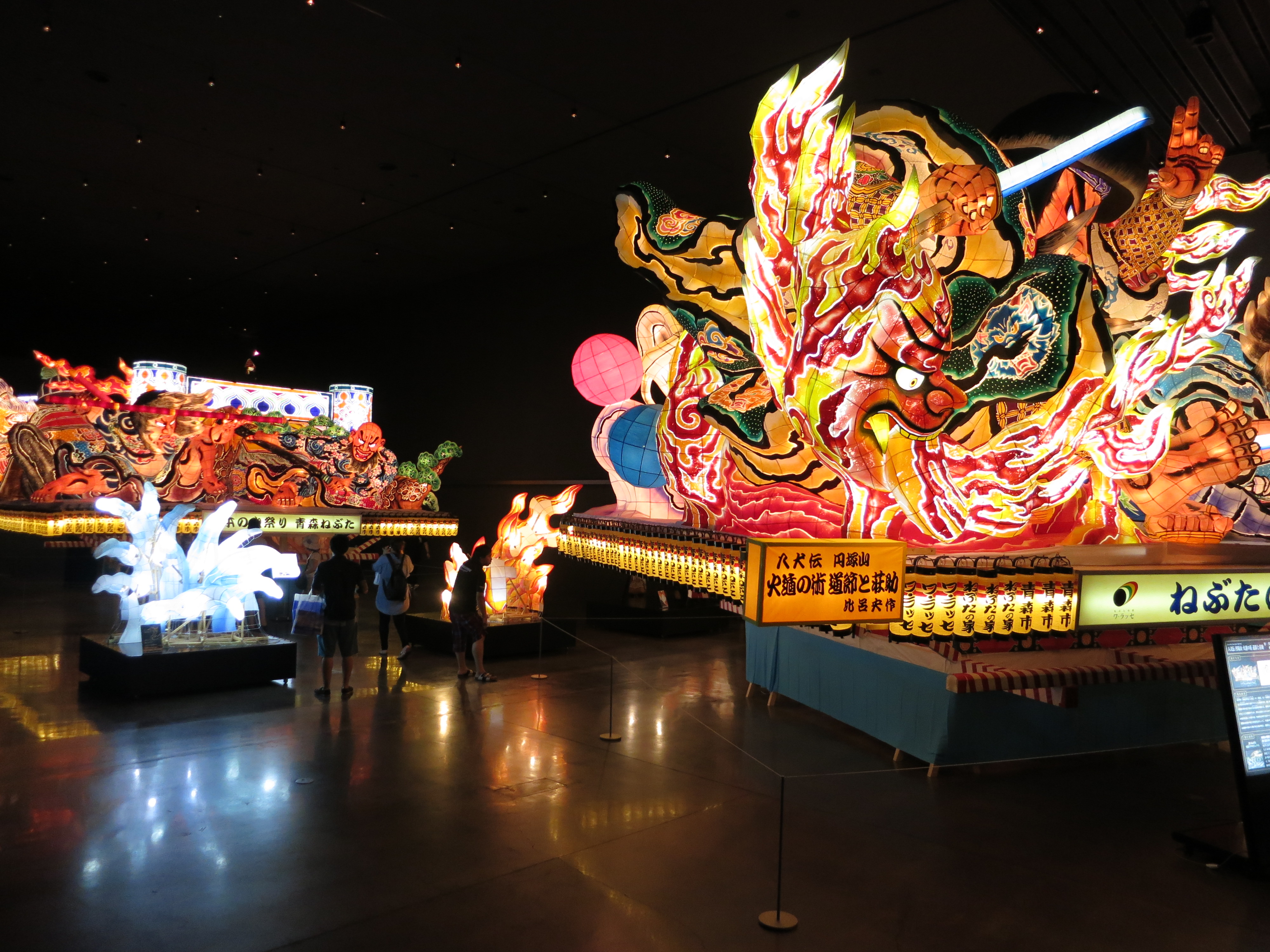